# Gledanje na daljinu
Gledanje na daljinu (eng. remote viewing) ili Telepercepcija je parapsihološki postupak nadosjetilnog opažanja. 
To je osobita sposobnost gdje vidovnjak (eksperimentator gledanja na daljinu) nastoji prikupiti podatke metodom koncentracije ili misaonog predočavanja određenog objekta ili pojave. 

## Postupak
Obično se za cilj uzima objekt, ili osoba kako bi kasnija neovisna procjena bila točnija i statistički ishod utemeljen. Dokazi kojima vrijeme ni prostor nisu zapreka moraju neosporivo podupirati zaključak. Većina današnjih eksperimenata telepercepcije se izvodi prije saznanja o cilju, prikupljaju se informacije o cilju koji još ne postoji kao cilj, i to s razlogom uklanjanja prijevare ili nagovještaja. 
Većina vidjelaca tvrdi kako cilj može biti bilo gdje u prostoru i vremenu za razne tehnike i protokole namijenjene kontroli onoga što se više opisuje kao nelokalna svjesnost ili svijest, pošto bi bilo nemoguće ostvariti određene zadatke telepercepcije ako neki dijelovi svijesti ne bi postojali izvan okvira vremena i prostora. Prva ekipa koja je počelo s istraživanjem bili su Harold Puthoff, Russell Targ i Ingo Swann. 
Gledanje na daljinu sistematizira podatke intuicije i omogućava da se oni prenesu i analiziraju.

## Povijest
Prvi koji je započeo s projektom telepercepcije bio je dr. Harold Puthoff (kvantni biolog, fizičar) iz Stanford Research Institute (SRI) iz Kalifornije 1972. godine.
Izraz je skovao ranih 1970-ih godina umjetnik Ingo Swann iz New Yorka, koji je i osmislio protokol na Stanford Research Institute (SRI) zajedno s Russell Targom i Harold Puthoffom, oboje inače laserski fizičari i osnivači programa, i Ed Mayem, nuklearni fizičar.  Istovremeno s njima, Stephan A. Schwartz razvio je približno sličan protokol kojeg je nazvao daljinsko gledanje (eng. Distant Viewing)). Za daljnja istraživanja osnovan je istraživački laboratorij poznat kao Mobius. 1976. godine Puthoff i Targ izdali su pilot rad. Glavno pitanje je bilo jeli takva mogućnost elektromagnetske naravi ili nešto drugo. Schwartz je 1973. imao pretpostavku na koji način bi se telepercepcija mogla proučavati, nakon čitanja rada Sovjetskog akademika Leonid Vasilieva što je isključilo sve spektre EM-a osim frekvencije poznate kao ELF. Schwartz je pokrenuo eksperiment s podmornicom, logistiku je dobio od University of Southern California's Institute for Marine and Coastal Studies (USC), u istraživanju mu se priključila ekipa sa SRI-a, projekt je nazvan Deep Quest i sproveden je u vodama Santa Catalina 1977. godine. Hella Hammid i Ingo Swann radili su kao vidovnjaci. Pokus se izvodio ispod površine mora i bio je uspješan. Eksperiment je također testirao Schwartzov protokol koji uključuje više vidjelaca, a zadatak je bio locirati i opisati prethodno nepoznatu olupinu broda na dnu mora. Lokaciju i razlog potonuća brodu kao i njegov opis kasnije je potvrdio Bureau of Land Management Marine Sites Board i pokus se pokazao uspješnim.

## Istraživanja CIA-e
Kako su u to vrijeme Sovjeti i Kina uložili znatna sredstva u istraživanja parapsihologije i sličnih projekata, SAD se zabrinuo i nastajao pokrenuti vlastite projekte. Prvi eksperimenti Puthoffa su skrenuli pažnju CIA-u i zatim su počeli financirati projekt i koristiti ga za vlastite potrebe, obično su u doba hladnog rata ciljevi konstantno bili sovjetske vojne baze i slično. Telepercepcija je korištena u iranskoj krizi 1979., za vrijeme iračke agresije na Kuvajt i Zaljevskog rata, proučavan je Saddam Hussein, atentat na libijskog pukovnika Gaddafija iz 1986. godine odigravao se uz pomoć gledanja na daljinu.

## Poveznice
- Stargate

## Vanjske poveznice
- The International Remote Viewing Association
- The Remote Viewing Conference Website